# フロリダ (原子力潜水艦)
|          |                                                                      |
| 艦歴     |                                                                      |
| 発注     | 1975年2月28日                                                        |
| 起工     | 1976年7月4日                                                         |
| 進水     | 1981年11月14日                                                       |
| 就役     | 1983年6月18日                                                        |
| その後   | 就役中                                                               |
| 母港     | ジョージア州キングスベイ                                             |
| 性能諸元 |                                                                      |
| 排水量   | 水上：16,765 トン 水中：18,750 トン                                  |
| 全長     | 170.69 m (560 ft)                                                    |
| 全幅     | 12.8 m (42 ft)                                                       |
| 喫水     | 11.5 m (38 ft)                                                       |
| 最大速   | 20ノット以上 (37+ km/h)                                              |
| 潜行深度 |                                                                      |
| 機関     | S8G 原子炉 1基                                                       |
| 乗員     | 士官13名、兵員140名                                                  |
| 兵装     | 21インチ魚雷発射管4門 Mk-48魚雷 BGM-109 トマホーク巡航ミサイル 154発 |
| モットー | Fortes Fortuna Adivat ("Fortune Favors the Brave")                   |
|          |                                                                      |

フロリダ(USS Florida, SSBN/SSGN-728)は、アメリカ海軍のオハイオ級原子力潜水艦の3番艦。艦名はフロリダ州に因んで命名された。その名を持つ艦としてはフロリダ級戦艦1番艦(BB-30)以来6隻目。

## 艦歴
フロリダの建造は1975年2月28日にコネチカット州グロトンのジェネラル・ダイナミクス・エレクトリック・ボート社に発注され、アメリカ合衆国建国200年記念日の1976年7月4日に起工した。起工式では命名がなされなかった。1980年7月8日に最初の乗組員による部隊が結成された。1981年2月14日、艦の動力制御にエンジニアリングシステム支配を移転するのを支援するため最初の当直員が配置される。海軍長官は1981年1月19日に艦名を決定した。
フロリダは1981年11月14日にジャーシア・M・カルーチ夫人によって命名、進水した。1982年11月13日に原子炉が稼働し、艦は1983年1月21日に乗員が乗り込み活動を開始した。1983年2月21日に最初の海上公試を始め、1983年5月17日に海軍に引き渡された。これは予定より43日早かった。1983年6月18日にブルー班のウィリアム・L・パウエル艦長およびゴールド班のG・R・スターナー艦長の指揮下就役した。
両班の乗組員はトライデント潜水艦発射弾道ミサイルの発射試験を行い、デモンストレーションと整調を成功裏に完了した。フロリダは2月にパナマ運河を通過し、1984年3月25日にワシントン州バンゴールに到着する。1984年7月25日に最初の戦略抑止哨戒を行い、1994年11月の時点で38回の戦略抑止哨戒を完了した。1991年にはマージョリー・ステレット戦艦基金賞を受賞した。
フロリダは2003年7月にノーフォーク海軍造船所に入り、SSBN（原子力弾道ミサイル潜水艦）から SSGN（原子力巡航ミサイル潜水艦）への転換および燃料補給を行う。
2006年4月に転換作業は終了し、キングズベイ海軍潜水艦基地が母港となる。
2006年5月25日にフロリダ州メイポートで再就役の式典が行われた。
2011年3月、国連安保理決議1973で定められたリビア飛行禁止空域を実行するため、リビア沖でオデッセイの夜明け作戦に従事した。
2023年12月8日、アメリカが発表した繁栄の守護者作戦に参加した。
2024年1月12日、紅海付近で商船への攻撃を繰り返すフーシ派に対し、トマホークミサイルを用い軍用施設に攻撃を行った（2024年のイエメンへのミサイル攻撃）。